# 內夫德澤克

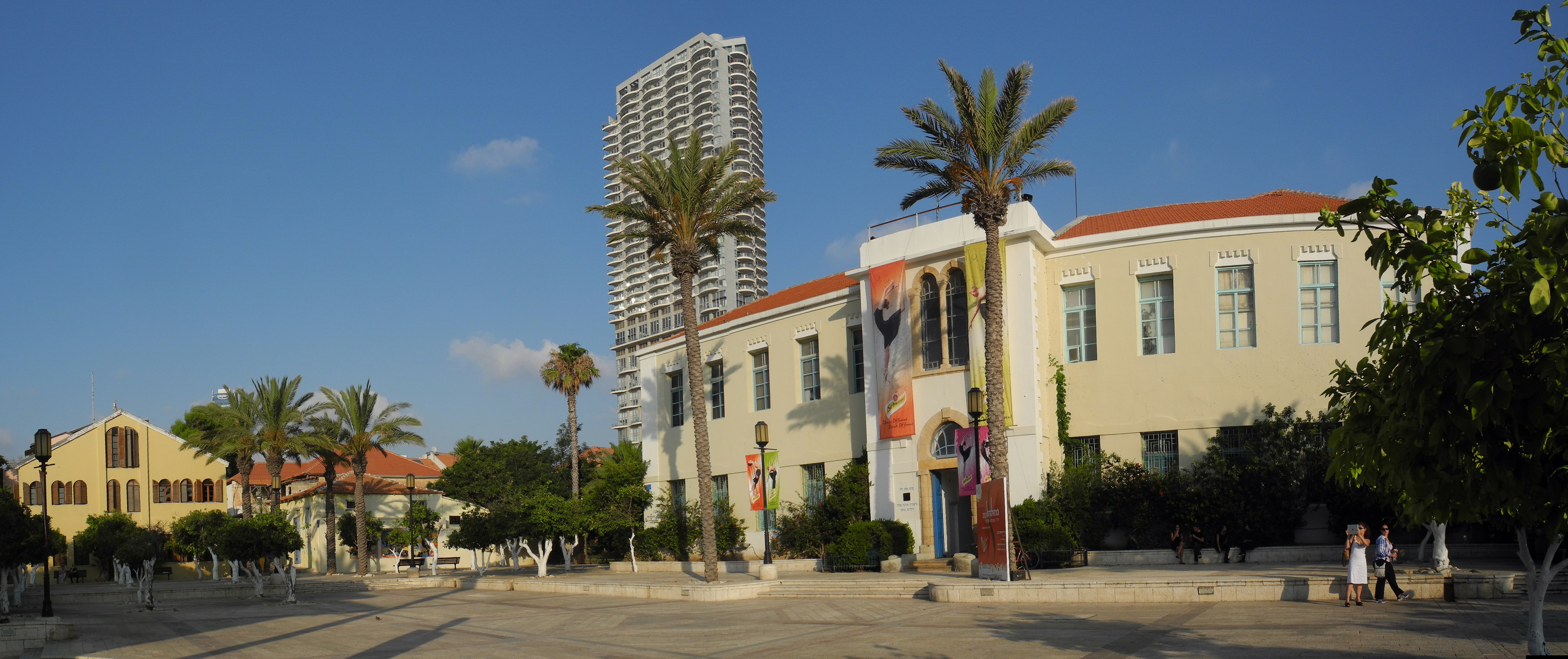

內夫德澤克是以色列城市特拉維夫西南部的一個地區。這一地區也是特拉維夫市內猶太人在雅法以外建立的第一個定居區。內夫德澤克創立於1887年。自1980年代以來，內夫德澤克已成為特拉維夫最時尚的地區之一。

## 外部連結
- Neve Tzedek neighborhood association opposed to high-rise development
- Neve Tzedek Virtual tour（页面存档备份，存于）

32°3′40.55″N 34°45′56.13″E / 32.0612639°N 34.7655917°E